# Polypodium espinosae
Polypodium espinosae là một loài dương xỉ trong họ Polypodiaceae. Loài này được Weath. mô tả khoa học đầu tiên.